# Museu Vostell Malpartida
El Museu Vostell-Malpartida està situat al Monument Natural Los Barruecos, a la localitat espanyola de Malpartida de Cáceres. El museu alberga les obres de l'artista Wolf Vostell.
El Museu Vostell Malpartida (MVM) va ser fundat a l'octubre de 1976 per Wolf Vostell (1932-1998), artista de reconegut prestigi mundial, figura fonamental de l'art contemporani de postguerra i persona íntimament vinculada a Extremadura des del 1958. Fou pintor, escultor, pioner de la instal·lació del videoart i de la tècnica del Décollage, pare del Happening europeu i cofundador del moviment artístic internacional Fluxus. Wolf Vostell va mantenir sempre en tota la seva producció una marcada originalitat, peculiaritat aquesta que també és pròpia del Museu que duu el seu nom.
Quan el 1974 l'artista va conèixer Els Barruecos va proclamar la zona com "Obra d'Art de la Natura". Des d'aquell moment, va concebre la idea de crear-hi un museu com a expressió de l'art d'avantguarda, únic en el seu gènere, un lloc de trobada de l'Art, la Vida i la Naturalesa.
La seu principal del MVM s'alça en les antigues dependències del Safareig de Llanes dels Barruecos. La seva rica història, així com les claus de l'important fenomen de la transhumància, es mostren de forma didàctica i amena en el Centre d'Interpretació de les Vies Pecuàries i Història del Safareig de Llanes dels Barruecos, que també s'integra en el museu.
El MVM es desenvolupa entre Los Barruecos, amb escultures-ambients a l'aire lliure, i El Safareig, que alberga tres grans col·leccions d'art contemporani en les quals estan representats al voltant de 90 artistes: 
- Col·lecció Wolf i Mercedes Vostell
- Col·lecció Fluxus-Donació Gino Di Maggio
- Col·lecció d'Artistes Conceptuals